# Адмірал (фільм, 2008)
Адмірал (рос. дореф. Адмиралъ) — російська біографічно-історична мелодрама режисера Андрія Кравчука, що оповідає про життя Олександра Колчака.
В Росії прем'єра стрічки відбулася 9 жовтня 2008 року. В Україні прем'єра стрічки відбулася 9 жовтня 2008 на кінофестивалі «Покров», який з 2003 року щорічно організовує український екзархат Російської православної церкви. Фільм став найкасовішою стрічкою року в Україні.

## Опис
У стрічці Адмірал оповідається про життя й кохання адмірала Олександра Колчака та Ганни Тімірьової. Події відбуваються у період з 1916 до 1920 років.

## У ролях
| Актор                | Роль                                         |
| -------------------- | -------------------------------------------- |
| Костянтин Хабенський | адмірал Олександр Колчак                     |
| Єлизавета Боярська   | Ганна Тімірьова                              |
| Єгор Бероєв          | контр-адмірал Михайло Смірнов (друг Колчака) |
| Ада Роговцева        | Ганна Тімірьова у старості                   |
| Сергій Безруков      | генерал Володимир Каппель                    |
| Барбара Брильська    | Роза Карлівна                                |
| Владислав Вєтров     | Сергій Тімірьов чоловік Ганни Тімірьової     |
| Микола Бурляєв       | імператор Микола II                          |
| Ганна Ковальчук      | Софія Колчак дружина Колчака                 |
| Віктор Вержбицький   | Олександр Керенський                         |
| Анатолій Пашинін     | Ростислав Огнівцев                           |
| Кирило Плєтньов      | мічман Фролов                                |
| Олександр Тютін      | Сергій Зефіров                               |
| Ігор Савочкін        | генерал Войцеховський                        |
| Віталій Зікора       | Петро Вологодський                           |
| Віктор Раков         | слідчий Попов                                |
| Дмитро Щербина       | Володимир Рибалтовський                      |
| Олександр Клюквін    | прем'єр-міністр Віктор Пєпєляєв              |
| Олександр Яковлєв    | віце-адмірал Непенін                         |
| Олег Фомін           | офіцер Підгурський                           |
| Олександр Єфімов     | офіцер Удінцев                               |
| Олександр Лазарев    | генерал-майор Дмитро Лєбєдєв                 |
| Андрій Толубєєв      | віце-адмірал Микола Ессен                    |
| Лариса Мальованна    | дружина Миколи Ессена                        |
| Рішар Боренже        | генерал Моріс Жанен                          |
| Андрій І             | отаман Григорій Сємьонов                     |
| Олександр Баргман    | Конторович                                   |
| Сергій Власов        | капітан Нєстєров                             |
| Наталя Парашкіна     | Марія Бочкарєва                              |
| Федір Бондарчук      | режисер                                      |
| Ольга Остроумова     | Дарина Федорівна                             |
| Іван Шабалтас        | Сергій Погуляєв                              |
| Максим Дрозд         | Бурсак комендант Іркутська                   |
| Андрій Руденський    | Алексєєвський                                |

## Касові збори
Під час показу в Україні, що розпочався 9 жовтня 2008 року, протягом перших вихідних фільм демонстрували на 116 екранах, що дозволило йому зібрати $1,551,260 і посісти 1 місце в кінопрокаті того тижня. Фільм залишився на першій сходинці українського кінопрокату наступного тижня, хоч вже демонструвався на 118 екранах і зібрав за ті вихідні ще $970,384. Загалом фільм в кінопрокаті України пробув 11 тижнів і зібрав $4,057,160, посівши 1 місце серед найбільш касових фільмів 2008 року.